# Sarvestan
Sarvestan, auch Sarvestān, Sarvistan (persisch سروستان), ist eine Stadt in der Provinz Fars im Iran. Sie liegt 80 km südöstlich von Schiras, der Hauptstadt der Provinz Fars. Sarvestan zählt über 17.000 Einwohner. 
In der Umgebung werden Weizen, Pistazien, und Oliven kultiviert. 
Der Palast von Sarvestan, eine Lehmziegelruine einige Kilometer südlich der Stadt, spielt eine bedeutende Rolle in der iranischen Kunstgeschichte und wurde bisher in die sassanidische Zeit ins 5. Jahrhundert datiert. Nach einer Untersuchung von Lionel Bier (1986) wurde der erhaltene Bau jedoch zwischen 750 und 950 n. Chr. in islamischer Zeit errichtet. Er besteht im Kern aus einem Kuppelsaal, zu dem Iwane von der West- und der Nordseite führen. Die Anordnung des Kuppelsaals mit einer gewissen Ähnlichkeit zur Grundform des Tschahar Taq führte zu der Annahme, es könnte sich auch um einen zoroastrischen Feuertempel gehandelt haben.
Bedeutung kommt der Stadt durch den Schrein eines lokalen Heiligen namens Scheich Yūsuf Sarwistānī zu, der laut Inschrift im Jahr 1283 erbaut wurde. Die Stadt scheint auch identisch zu sein mit der Stadt, die bereits durch arabische Geographen beschrieben wurde, erstmals erwähnt wurde sie in al-Muqaddasī am Ende des 10. Jahrhunderts als Sarwistān oder wörtlich „Ort der Zypressen“.